# Ficedula hodgsonii
El papamoscas de Hodgson (Ficedula hodgsonii) es una especie de ave paseriforme de la familia Muscicapidae. Está ampliamente distribuido por el sur de Asia, encontrándose en Bután, Camboya, China, India, Laos, Birmania, Nepal y Tailandia. No se reconocen subespecies.